# Llista de topònims de Montferri
Llista de topònims (noms propis de lloc) del municipi de Montferri, a l'Alt Camp
Informació actualitzada per un bot. Els canvis manuals es perdran quan s'actualitzi!

## cabana
| imatge | Nom                 | Ubicat a  | instància de | Detalls | coordenades                                                         | Protecció | Commons (més fotos) | Dades a WD                    |
| ------ | ------------------- | --------- | ------------ | ------- | ------------------------------------------------------------------- | --------- | ------------------- | ----------------------------- |
|        | les Pallisses       | Montferri | cabana       |         | 41° 16′ 04″ N, 1° 21′ 50″ E / 41.2678091066425°N,1.36381064088187°E |           |                     | Modifica les dades a Wikidata |
|        | pallissa del Claver | Montferri | cabana       |         | 41° 15′ 22″ N, 1° 25′ 29″ E / 41.2562029813879°N,1.42481937356975°E |           |                     | Modifica les dades a Wikidata |
|        | pallissa del Segur  | Montferri | cabana       |         | 41° 15′ 31″ N, 1° 25′ 09″ E / 41.2587110200766°N,1.41919665143373°E |           |                     | Modifica les dades a Wikidata |

## corral
| imatge | Nom                      | Ubicat a  | instància de | Detalls | coordenades                                                         | Protecció | Commons (més fotos) | Dades a WD                    |
| ------ | ------------------------ | --------- | ------------ | ------- | ------------------------------------------------------------------- | --------- | ------------------- | ----------------------------- |
|        | Corralot de la Figuerola | Montferri | corral       |         | 41° 15′ 10″ N, 1° 23′ 41″ E / 41.2526710984583°N,1.39475521432705°E |           |                     | Modifica les dades a Wikidata |
|        | corral del Gener         | Montferri | corral       |         | 41° 15′ 03″ N, 1° 25′ 42″ E / 41.250765596808°N,1.42833959603363°E  |           |                     | Modifica les dades a Wikidata |

## entitat singular de població
| imatge | Nom       | Ubicat a  | instància de                                   | Detalls | coordenades                                                                | Protecció | Commons (més fotos) | Dades a WD                    |
| ------ | --------- | --------- | ---------------------------------------------- | ------- | -------------------------------------------------------------------------- | --------- | ------------------- | ----------------------------- |
|        | Montferri | Montferri | entitat singular de població capital municipal | 471 hab | 41° 15′ 56″ N, 1° 21′ 55″ E / 41.26545°N,1.36517°E 230 msnm                |           |                     | Modifica les dades a Wikidata |
|        | Vilardida | Montferri | entitat singular de població                   | 2 hab   | 41° 17′ 07″ N, 1° 21′ 45″ E / 41.285277777778°N,1.3623888888889°E 229 msnm |           |                     | Modifica les dades a Wikidata |

## església
| imatge | Nom                                    | Ubicat a  | instància de    | Detalls                                                                    | coordenades                                                         | Protecció                   | Commons (més fotos)                    | Dades a WD                    |
| ------ | -------------------------------------- | --------- | --------------- | -------------------------------------------------------------------------- | ------------------------------------------------------------------- | --------------------------- | -------------------------------------- | ----------------------------- |
|        | Mare de Déu de Montserrat de Montferri | Montferri | església        | Arquitecte: Josep Maria Jujol i Gibert Estil: arquitectura modernista 1925 | 41° 16′ 07″ N, 1° 22′ 11″ E / 41.2686°N,1.3697°E                    | bé cultural d'interès local | Mare de Déu de Montserrat de Montferri | Modifica les dades a Wikidata |
|        | Sant Bartomeu de Montferri             | Montferri | església        |                                                                            | 41° 15′ 56″ N, 1° 21′ 57″ E / 41.2656°N,1.36591°E                   | bé cultural d'interès local | Montferri, església de Sant Bartomeu   | Modifica les dades a Wikidata |
|        | Sant Marc                              | Montferri | església ermita | Estat: ruïnós                                                              | 41° 15′ 48″ N, 1° 21′ 52″ E / 41.2633867002711°N,1.36445824423301°E |                             |                                        | Modifica les dades a Wikidata |

## masia
| imatge | Nom                | Ubicat a  | instància de | Detalls | coordenades                                                         | Protecció | Commons (més fotos) | Dades a WD                    |
| ------ | ------------------ | --------- | ------------ | ------- | ------------------------------------------------------------------- | --------- | ------------------- | ----------------------------- |
|        | Cal Cinto          | Montferri | masia        |         | 41° 16′ 00″ N, 1° 21′ 50″ E / 41.2667654746604°N,1.36389639101017°E |           |                     | Modifica les dades a Wikidata |
|        | Cal Coll           | Montferri | masia        |         | 41° 14′ 41″ N, 1° 22′ 54″ E / 41.244835482155°N,1.3817843770161°E   |           |                     | Modifica les dades a Wikidata |
|        | Cal Pei            | Montferri | masia        |         | 41° 16′ 41″ N, 1° 22′ 26″ E / 41.278049830899°N,1.3738000703317°E   |           |                     | Modifica les dades a Wikidata |
|        | Cal Torret         | Montferri | masia        |         | 41° 14′ 46″ N, 1° 24′ 33″ E / 41.246118369267°N,1.4092012832527°E   |           |                     | Modifica les dades a Wikidata |
|        | Mas Revells        | Montferri | masia        |         | 41° 16′ 23″ N, 1° 21′ 53″ E / 41.2731527848795°N,1.36460844059385°E |           |                     | Modifica les dades a Wikidata |
|        | Mas d'en Calaf     | Montferri | masia        |         | 41° 15′ 05″ N, 1° 24′ 31″ E / 41.2513670672478°N,1.40852459989681°E |           |                     | Modifica les dades a Wikidata |
|        | Mas d'en Pagès     | Montferri | masia        |         | 41° 15′ 17″ N, 1° 22′ 58″ E / 41.254756826582°N,1.3827330562642°E   |           |                     | Modifica les dades a Wikidata |
|        | Masieta del Cendra | Montferri | masia        |         | 41° 15′ 32″ N, 1° 25′ 27″ E / 41.2589516387404°N,1.42426391732468°E |           |                     | Modifica les dades a Wikidata |
|        | Trull del Biel     | Montferri | masia        |         | 41° 15′ 42″ N, 1° 24′ 04″ E / 41.2616957056531°N,1.40117122699763°E |           |                     | Modifica les dades a Wikidata |
|        | l'Alzineta         | Montferri | masia        |         | 41° 17′ 00″ N, 1° 23′ 06″ E / 41.2834496665951°N,1.38512877665759°E |           |                     | Modifica les dades a Wikidata |
|        | l'Eucaliptus       | Montferri | masia        |         | 41° 15′ 53″ N, 1° 22′ 14″ E / 41.2647070949774°N,1.37054929900237°E |           |                     | Modifica les dades a Wikidata |
|        | la Figuerola       | Montferri | masia        |         | 41° 15′ 21″ N, 1° 23′ 36″ E / 41.255807623699°N,1.3934494572486°E   |           |                     | Modifica les dades a Wikidata |

## molí d'aigua
| imatge | Nom                | Ubicat a  | instància de | Detalls | coordenades                                                                              | Protecció                                  | Commons (més fotos) | Dades a WD                    |
| ------ | ------------------ | --------- | ------------ | ------- | ---------------------------------------------------------------------------------------- | ------------------------------------------ | ------------------- | ----------------------------- |
|        | Molí de Montferri  | Montferri | molí d'aigua |         | 41° 16′ 44″ N, 1° 21′ 29″ E / 41.278813°N,1.358038°E                                     | bé integrant del patrimoni cultural català |                     | Modifica les dades a Wikidata |
|        | Molí de Puigtinyós | Montferri | molí d'aigua |         | 41° 15′ 32″ N, 1° 21′ 31″ E / 41.259°N,1.35863°E ca:Camí del Molí, al sud del nucli urbà | bé integrant del patrimoni cultural català |                     | Modifica les dades a Wikidata |

## muntanya
| imatge | Nom                       | Ubicat a  | instància de | Detalls | coordenades                                                            | Protecció | Commons (més fotos)       | Dades a WD                    |
| ------ | ------------------------- | --------- | ------------ | ------- | ---------------------------------------------------------------------- | --------- | ------------------------- | ----------------------------- |
|        | Puig de l'Aranyó          | Montferri | muntanya     |         | 41° 15′ 08″ N, 1° 25′ 05″ E / 41.25219417°N,1.41815028°E 365.5 msnm    |           |                           | Modifica les dades a Wikidata |
|        | Roca Roja                 | Montferri | muntanya     |         | 41° 14′ 39″ N, 1° 23′ 52″ E / 41.2441°N,1.39764°E 335.3 msnm           |           |                           | Modifica les dades a Wikidata |
|        | Tossa Grossa de Montferri | Montferri | muntanya     |         | 41° 15′ 12″ N, 1° 22′ 14″ E / 41.2534469696°N,1.37048307675°E 387 msnm |           | Tossa Grossa de Montferri | Modifica les dades a Wikidata |

## Misc
| imatge | Nom                            | Ubicat a                             | instància de                                           | Detalls                                                 | coordenades                                                                                              | Protecció                                            | Commons (més fotos)             | Dades a WD                    |
| ------ | ------------------------------ | ------------------------------------ | ------------------------------------------------------ | ------------------------------------------------------- | --- | ---------------------------------------------------- | ------------------------------- | ----------------------------- |
|        | Portal del Clos Emmurallat     | Montferri                            | porta de ciutat                                        | Estil: arquitectura popular                             | 41° 15′ 55″ N, 1° 22′ 00″ E / 41.2653°N,1.36666°E                                                        | bé integrant del patrimoni cultural català           | Montferri, portal de la muralla | Modifica les dades a Wikidata |
|        | Rectoria de Montferri          | Montferri                            | rectoria                                               | Estil: arquitectura popular                             | 41° 15′ 55″ N, 1° 21′ 58″ E / 41.2654°N,1.36607°E                                                        | bé integrant del patrimoni cultural català           | Montferri, La Rectoria          | Modifica les dades a Wikidata |
|        | Torre de Montferri             | Montferri                            | torre de sentinella                                    |                                                         | 41° 15′ 05″ N, 1° 22′ 02″ E / 41.25139°N,1.36722°E ca:A la carena de la Tossa Grossa 376 msnm            | bé d'interès cultural bé cultural d'interès nacional | Torre de Montferri              | Modifica les dades a Wikidata |
|        | Torre del Garriga              | Bràfim Montferri                     | torre de defensa                                       |                                                         | 41° 16′ 40″ N, 1° 21′ 08″ E / 41.27778°N,1.352204°E ca:Al nord-est del nucli urbà 247 msnm               | bé d'interès cultural bé cultural d'interès nacional | Torre del Garriga               | Modifica les dades a Wikidata |
|        | Tosagrosa                      | Montferri                            | vèrtex geodèsic                                        | Alt: 1.2m                                               | 41° 15′ 12″ N, 1° 22′ 14″ E / 41.253447°N,1.37048°E 387.185 msnm                                         |                                                      |                                 | Modifica les dades a Wikidata |
|        | casa consistorial de Montferri | Montferri                            | casa consistorial                                      |                                                         | 41° 15′ 56″ N, 1° 21′ 55″ E / 41.2655393°N,1.3652735°E                                                   |                                                      |                                 | Modifica les dades a Wikidata |
|        | castell de Rocamora            | Montferri                            | castell                                                |                                                         | 41° 15′ 45″ N, 1° 21′ 59″ E / 41.2626°N,1.36629°E ca:Camí de Rocamora 239 msnm                           | bé d'interès cultural bé cultural d'interès nacional | Castell de Rocamora (Montferri) | Modifica les dades a Wikidata |
|        | font del Plana                 | Montferri                            | font                                                   |                                                         | 41° 16′ 14″ N, 1° 21′ 11″ E / 41.270593307884°N,1.35313953979229°E                                       |                                                      |                                 | Modifica les dades a Wikidata |
|        | l'Alzineta                     | Montferri                            | nucli de població nucli d'entitat singular de població | 250 hab                                                 | 41° 17′ 04″ N, 1° 23′ 12″ E / 41.284537484128°N,1.3867742328943°E 293 msnm                               |                                                      |                                 | Modifica les dades a Wikidata |
|        | la Planeta                     | Montferri                            | nucli d'entitat singular de població nucli de població | 11 hab                                                  | 41° 15′ 54″ N, 1° 22′ 11″ E / 41.26507789°N,1.369825602°E 250.521 msnm                                   |                                                      |                                 | Modifica les dades a Wikidata |
|        | riu Gaià                       | Conca de Barberà Alt Camp Tarragonès | curs d'aigua                                           | Desemboca: mar Mediterrània Llarg: 59km Conca: 423.8km² | 41° 31′ 55″ N, 1° 23′ 15″ E / 41.531903°N,1.38742°E 41° 07′ 53″ N, 1° 22′ 03″ E / 41.131362°N,1.367462°E |                                                      | Gaià River                      | Modifica les dades a Wikidata |
|        | serra de les Vinyes            | Masllorenç Montferri                 | serra                                                  |                                                         | 41° 15′ 30″ N, 1° 25′ 44″ E / 41.25843056°N,1.42895556°E 302.8 msnm                                      |                                                      |                                 | Modifica les dades a Wikidata |